# География на Хондурас
Хондурас е държава в Централна Америка, разположена между Тихия океан на юг и Карибско море на север. Площта ѝ възлиза на 112 442 km², а населението към 1 януари 2018 г. – 9 588 000 души. Столица е град Тегусигалпа. На запад Хондурас граничи с Гватемала (дължина на границата 270 km), на югозапад – със Салвадор (341 km, а на югоизток – с Никарагуа (705 km). Общата дължина на сухоземните граници (в т.ч. речни) е 1316 km. На юг Хондурас се мие от водите на Тихия океан (залива Фонсека) с дължина на бреговата ивица 124 km, като тук брега е предимно нисък и заблатен. На север бреговете на страната се мият от водите на Карибско море и дължина на бреговата линия 840 km. Тук, на запад бреговете са предимно високи и стръмни, а на изток – силно заблатени и с множество лагуни (езерото Каратаска). На Хондурас принадлежат множество острови в Карибско море: архипелазите Ислас де ла Байя, Каханес, Пичонес, Бесеро, Каратаска, Суон, остров Горда и др.
Крайни точки:
- крайна северна точка – континентална 16°01′46″ с. ш. 86°00′31″ з. д. / 16.029444° с. ш. 86.008611° з. д., на полуостров Пуерто Кастиля, на брега на Карибско море; островна 17°25′04″ с. ш. 83°55′27″ з. д. / 17.417778° с. ш. 83.924167° з. д., остров Грейт Суон, от островите Суон в Карибско море.
- крайна южна точка – 12°58′50″ с. ш. 87°03′00″ з. д. / 12.980556° с. ш. 87.05° з. д., на границата с Никарагуа.
- крайна западна точка – 14°25′14″ с. ш. 89°21′21″ з. д. / 14.420556° с. ш. 89.355833° з. д., на границата с Гватемала и Салвадор.
- крайна източна точка – 15°00′24″ с. ш. 83°07′45″ з. д. / 15.006667° с. ш. 83.129167° з. д., на левия бряг при устието на река Коко, на брега на Карибско море, на границата с Никарагуа.

## Релеф, геоложки строеж, полезни изкопаеми
Голяма част от територията на Хондурас е планинска, с максимална височина 2865 m. Планините са изградени предимно от архайски кристалинни и метаморфни скали, а на юг – от кайнозойски лави. Тектонските падини са заети от долините на многочислени реки, които разчленяват планините на отделни масиви. На североизток е разположена обширната заблатена низина Москитов бряг. Тесни крайбрежни низини са разположени по брега на Карибско море на север и залива Фонсека на юг. В страната се разработват находища на сребро, злато, руди за цветни метали, желязна руда, антимон, боксит.

## Климат, води
Климатът на Хондурас е тропичен, пасатен, в низините и долините горещ (средни месечни температури от 22 до 26°С), в планините – топъл (от 10 до 24°С), в долините на юг – засушлив, а на север и по наветрените североизточни склонове много влажен с годишна сума на валежите до 3000 – 5000 mm/m². Най-големите реки на Хондурас са: Коко (560* km, по границата с Никарагуа), Патука (500 km), Лемпа (422* km), Улуа (358 km), Чолутека (349 km), Агуан (240 km), Гуаяпе (203 km), а най-голямото езеро – лагуната Каратаска, на брега на Карибско море.

## Почви, растителност, животински свят
На височина до 600 – 700 m на север растат вечнозелени влажни тропични гори, развити върху планински латеритни, предимно фералитни почви, а на юг – временно влажни гори върху планински червени почви. Нагоре следват вечнозелени и смесени, предимно дъбово-борови гори, а в долините – ксерофитни храсти. Животинският свят на Хондурас се отнася към Централноамериканската провинция на Неотропичната зоогеографска област.